# Suzanne Gabriello
Suzanne Gabriello, Pseudonym von Suzanne Galopet (* 24. Januar 1932 in Paris; † 9. August 1992 in Paris), war eine französische Sängerin und Schauspielerin.

## Leben
Suzanne Gabriello, genannt Zizou, war die Tochter des französischen Schauspielers und Komikers André Gabriello (eigentlich André Galopet), dem sie ins Showbusiness folgte. Im Jahr 1955 war sie gleichermaßen Moderatorin, Geschichtenerzählerin und Sängerin und bildete mit zwei anderen Töchtern berühmter Kabarettisten, Françoise Dorin und Pierrette Souplex, das Trio Les Filles à Papa.
Auf einer von Jacques Canetti organisierten Tournee lernte sie den belgischen Chansonnier Jacques Brel kennen, mit dem sie, obwohl er bereits verheiratet war, in den folgenden fünf Jahren eine leidenschaftliche Liebesaffäre samt zahlreicher Trennungen und Wiederversöhnungen verband. In ihrer Funktion als Ansagerin des Pariser Olympia setzte sie sich für Brels Auftritt in der Music Hall ein und sagte ihn auf einem seiner frühen Konzerte selbst an. Nach ihren Angaben schrieb Brel sein berühmtes Chanson Ne me quitte pas für sie und sang es ihr in Gegenwart von Freunden vor. Brel widersprach dem später allerdings und nannte das Chanson schlicht „die Geschichte eines Arschlochs und Versagers. Es hat nichts mit irgendeiner Frau zu tun.“
Gabriello spezialisierte sich auf den komischen Chanson und auf Parodien. So parodierte sie unter anderem Georges Brassens, Enrico Macias, Jean Ferrat, Guy Mardel und Nino Ferrer. Später verlegte sie sich auf die Schauspielerei und spielte in acht Spielfilmen. Sie heiratete zweimal: mit dem Regisseur Guy Lauzin hatte sie eine Tochter, mit dem Sänger Michel Dubaile einen Sohn und eine Tochter.

## Filmographie
Kino
- 1949: On ne triche pas avec la vie von René Delacroix und Paul Vandenberghe
- 1950: Folie douce von Jean-Paul Paulin
- 1950: La Rue sans loi von Marcel Gibaud
- 1952: Des quintuplés au pensionnat von René Jayet
- 1962: Du mouron pour les petits oiseaux von Marcel Carné
- 1964: Un gosse de la butte (Rue des Cascades) von Maurice Delbez

TV
- 1974: Les Faucheurs de marguerites (deutsch: Die Grashüpfer) von Marcel Camus
- 1978: Le Temps des as von Claude Boissol